# Габи
Габи (итал. Gaby) је насеље у Италији у округу Долина Аосте, региону Долина Аосте.
Према процени из 2011. у насељу је живело 377 становника. Насеље се налази на надморској висини од 1054 м.

## Становништво
| 1951. | 1961. | 1971. | 1981. | 1991. | 2001. | 2011. |
| ----- | ----- | ----- | ----- | ----- | ----- | ----- |
| 639   | 650   | 617   | 564   | 507   | 461   | 487   |